# 2315 Чехословакія
2315 Чехослова́кія (2315 Czechoslovakia) — астероїд головного поясу, відкритий 19 лютого 1980 року.
Тіссеранів параметр щодо Юпітера — 3,214.